# Кайо, Роберт
Роберт Кайо (нидерл. Robert Cailliau; род. 26 января 1947) совместно с сэром Тимом Бернерсом-Ли изобрёл технологию Всемирной паутины (World Wide Web).

## Биография
Роберт Кайо родился в Бельгии, в городе Тонгерен. В 1958 году со своими родителями, он переехал в Антверпен. По окончании средней школы, он поступил в Гентский университет, который окончил в 1969 году со специальностью инженер-строитель в электротехнике и машиностроении (нидерл. Burgerlijk Werktuigkundig en Elektrotechnisch ingenieur). Также, в 1971 году Мичиганский университет присвоил ему степень магистра (MSc) в области компьютеров, информатики и разработки систем управления.

Логотип WWW, разработанный Робертом Кайо

В декабре 1974 года, он поступил на службу в Европейский центр ядерных исследований(CERN) в качестве сотрудника, работающего с Протонным синхротроном (PS), в отделе, занимающемся системой управления ускорителя. В апреле 1987 года он оставил отдел PS, чтобы возглавить группу, занимающуюся вычислительными системами, в подразделении обработки данных. В 1989 году, он, независимо от Тима Бернерса-Ли, предложил систему гипертекст для доступа к документации CERN. В 1990 году это привело к совместному предложению этой технологии, а затем и к созданию Всемирной паутины (World Wide Web).
В 1993 году, в сотрудничестве с обществом Фраунгофера Кайо занялся первым для Еврокомиссии интернет-проектом по информационному распространению в Европе.
В результате его работы с юридической службой CERN 30 апреля 1993 года интернет-технология передана в общественное достояние.

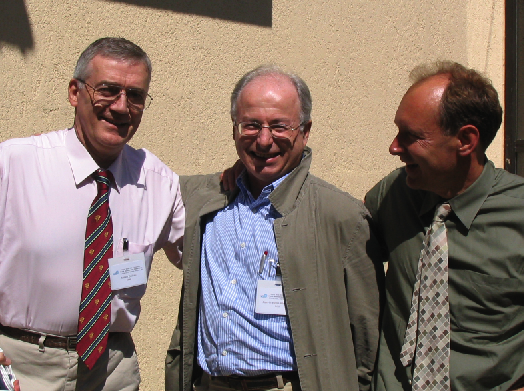
Роберт Кайо, Жан-Франк Абраматик, Тим Бернерс-Ли на 10 конференции Консорциума Всемирной паутины (W3C)

В декабре 1993 года, Кайо посетил первую международную конференцию, посвящённую Всемирной паутине, которая была проведена в Европейском Центре Ядерных Исследований в мае 1994 года. Эта сверх-делегированная конференция приняла 380 первопроходцев Интернет и была значительной вехой в развитии сети. Конференция привела к формированию Международного руководящего комитета конференций всемирной паутины, который с тех пор организовывал ежегодные форумы. Кайо был членом комитета этой организации с 1994 до 2004 год.
В 1994 году Кайо начал совместный с Европейской комиссией проект «Интернет для школ», пропагандируя сеть, как ресурс для образования.
После участия в передаче разработок интернет-технологий от CERN к Консорциуму Всемирной паутины(W3C), он посвятил своё время связям с общественностью. Роберт Кайо покинул CERN в 2007 году.
На своём сайте Кайо заявил, что является атеистом.

## Награды
- 1995: Лауреат награды ACM[8] Software System Award (совместно с Тимом Бернерсом-Ли[9]
- 1999: Лауреат Antwerp’s Christoffel Plantin[10]
- 1999: Почётная учёная степень(Dr. Hon.) Университета Южного Креста(Southern Cross University)
- 2000: Почётная учёная степень(Dr. Hon.) Гентского Университета
- 2001: Médaille Genève Reconnaissante (совместно с Тимом Бернерсом-Ли)
- 2004: Командор ордена короля Леопольда I (награждённый Королём Бельгии, Альбертом II)
- 2006: Почётный житель города Тонгерен
- 2012: член Зала славы интернета

## Работы
- Как родилась сеть: Рассказ о Всемирной паутине, Джеймс Гиллис, Роберт Кайо (Оксфорд, мягкая обложка, 2000), ISBN 0-19-286207-3